# 773
773 (DCCLXXIII) fue un año común comenzado en viernes del calendario juliano, en vigor en aquella fecha.

## Acontecimientos
- Verano: El rey Carlomagno y su tío Bernardo, hijo de Carlos Martel, cruzan junto con una fuerza expedicionaria franca los Alpes, a pedido del papa Adriano I. Al pie de las montañas en el valle de Susa (norte de Italia), los francos son obstaculizados por fortificaciones lombardas. Luego de explorar, las fuerzas de Carlomagno atacan a los defensores desde el flanco y fuerzan a los lombardos a huir a la capital fortificada de Pavía.
- Batalla de Pavía: Carlomagno sitia Pavía, quien se encontraba casi sin comida. El rey Desiderio permanece en la capital, mientras que ordena a su hijo Adalgis a defender Verona y proteger a Gerberga y a los hijos de Carlomán I. Luego de un breve sitio, Adalgis huye a Constantinopla donde es recibido por el emperador Constantino V. Mientras tanto los francos capturan las ciudades de Verona y Mortara (Lombardía).
- Guerras sajonas: Las fuerzas sajonas aprovechan que Carlomagno se encuentra combatiendo en Italia y retoman Eresburgo y Siburgo (cerca de Dortmund). Fracasan en atacar el centro episcopal de Büraburg que fue establecido por San Bonifacio.[1]
- El rey Alhred de Northumbria propone una relación amistosa con Carlomagno (fecha aproximada).
- Introducción del número 0 en la ciudad de Bagdad que será desarrollado por matemáticos árabes del Medio Oriente que se basarán sus números en el sistema indio (mucho después que los mayas desarrollaran el concepto - numeración maya).[2]
- El rey Khongtekcha de Manipur (India) fallece luego de un reinado de diez años. Durante su reinado apareció la escritura del idioma meitei.[3]
- Un grande y repentino crecimiento de radiocarbono (14C) aparece en esqueletos de coral del Mar de la China Meridional.[4]

## Nacimientos
- Duan Wenchang, canciller de la dinastía Tang (m. 835)
- Fujiwara no Otsugu, estadista japonés (m. 843)
- Li Su, general de la dinastía Tang (m. 821)
- Liu Zongyuan, escritor chino (m. 819)
- Pipino de Italia, rey de Italia e hijo de Carlomagno (m. 810)
- Pedro de Atroa, santo y abad bizantino (m. 837)
- Wei Chuhou, canciller de la dinastía Tang (m. 829)

## Fallecimientos
- Brochfael ap Elisedd, rey de Powys (Gales)
- Donn Cothaid mac Cathail, rey de Connacht (Irlanda)
- Khongtekcha, rey de Manipur (India)
- Lebuinus, misionero anglosajón (fecha aproximada)
- Rōben, monje budista japonés (n. 689)
- Xue Song, general de las dinastías Tang y Yan.